# Гай Сулпиций Галба (понтифекс)
Вижте пояснителната страница за други личности с името Гай Сулпиций Галба.
Гай Сулпиций Галба (на латински: Gaius Sulpicius Galba) е политик и сенатор на Римската република.
През 201 пр.н.е. той става понтифекс на мястото на починалия през 202 пр.н.е. Тит Манлий Торкват.
Умира през 198 пр.н.е.